# Bolivar (Virgínia de l'Oest)
Bolivar és una població dels Estats Units a l'estat de Virgínia de l'Oest. Segons el cens del 2000 tenia 1.045 habitants.

## Demografia
Segons el cens del 2000, Bolivar tenia 1.045 habitants, 479 habitatges, i 274 famílies. La densitat de població era de 823,4 habitants per km².
Dels 479 habitatges en un 23,4% hi vivien nens de menys de 18 anys, en un 43,6% hi vivien parelles casades, en un 10,4% dones solteres, i en un 42,6% no eren unitats familiars. En el 35,3% dels habitatges hi vivien persones soles el 13,2% de les quals corresponia a persones de 65 anys o més que vivien soles. El nombre mitjà de persones vivint en cada habitatge era de 2,18 i el nombre mitjà de persones que vivien en cada família era de 2,83.
Per edats la població es repartia de la següent manera: un 20,8% tenia menys de 18 anys, un 7,7% entre 18 i 24, un 30% entre 25 i 44, un 25% de 45 a 60 i un 16,6% 65 anys o més.
L'edat mediana era de 39 anys. Per cada 100 dones de 18 o més anys hi havia 92,6 homes.
La renda mediana per habitatge era de 42.375 $ i la renda mediana per família de 47.375 $. Els homes tenien una renda mediana de 36.667 $ mentre que les dones 25.500 $. La renda per capita de la població era de 20.969 $. Entorn del 8,1% de les famílies i el 12,5% de la població estaven per davall del llindar de pobresa.

## Poblacions més properes
El següent diagrama mostra les poblacions més properes.